# بریتا
بریتا (انگلیسی: Brita) شرکت تصفیه آب آلمانی است، که در سال ۱۹۶۶ تأسیس شد. کارخانجات تولیدی این شرکت در کشورهای چین، آلمان، سوئیس، ایتالیا و بریتانیا قرار دارد. محصولات بریتا در ۶۹ کشور توزیع می‌شود.